# Седемдесет и втори пехотен полк
Седемдесет и втори пехотен полк е български пехотен полк, формиран през 1913 година и взел участие в Междусъюзническата (1913), Първата (1915 – 1918) и Втората световна война (1941 – 1945).

## Формиране
Историята на полка започва на 17 април 1913 година, когато в Одрин от 4-та дружина на 54-ти пехотен полк, болни и ранени войници от разни части, излезли от болниците и млади войници от Лозенградско и Одринско се формира Втори пехотен полк от Одринската бригада. На 2 юли същата година получава наименованието Седемдесет и втори пехотен полк, но остава в състава на Одринската бригада. На 7 юни 1913 г. с железницата се придвижва от Одрин към София и на 9 юли се установява на бивак край София.

## Междусъюзническа война (1913)
Полкът участва в Междусъюзническата война (1913) и през август 1913 се демобилизира и разформира.

## Първа световна война (1915 – 1918)
По време на Първата световна война (1915 – 1918) на 11 септември 1915 г. съгласно тайното предписание на Командира на 1-ва бригада от 5-а пехотна дунавска дивизия в град Русе е формиран Девети маршеви полк. Съгласно тайната заповед по 9-а дивизионна област полкът се формира окончателно на 20 октомври 1915 г. в Плевен от сведените 17-и и 18-и маршеви полкове в четиридружинен състав. На 15 октомври влиза в състава на новосформираната 12-а пехотна дивизия. Съсредоточен е в района на Плевен. Към 11 декември 1915 година в състава му влизат 11 офицери, лекар, чиновник и 1911 подофицери и войници. Разполага с 1804 пушки и 20 саби, 161 коне и 139 волове. На 18 юни 1916 г. полкът получава назначение в окупационните войски в Моравската военна инспекционна област и тръгва по Дунава към гр. Пожаревац. На 26 юни 1916 година една дружина от полка е изпратена към Моравската инспекционна област като окупационна войска. От 28 юни 1917 г. се формират картечна рота и 3-та дружина.
През септември 1918 година полкът попада в плен. По нареждане на френските власти офицерите се отделят от войниците, като първите временно се пращат към с. Сурович, а вторите групирани по 250 души-в лагер в околностите на Солун. Последната заповед е от 18 декември същата година На 31 юли 1919 г. е отдадена следващата заповед в гр. Плевен, с която е обявено, че командирът на полка полк. Рашо Михнев, заедно с други чинове се е върнал от заложничество при френските власти и встъпва в длъжност по ликвидирането на полка.

## Втора световна война (1941 – 1945)
На 18 септември 1942 година е отново формиран, този път за участие във Втората световна война (1941 – 1945). Кадровият състав е от 9-и, 21-ви и 27-и пехотен полк, а самият той влиза в състава на Прикриващият фронт, като към него се числи и 72-ро товарно артилерийски отделение. Демобилизиран е и е разформирован през месец май 1943 в Пловдив и на 20 май се разформира.

## Командири
Званията са към датата на заемане на длъжността.
| №  | звание       | име          | дати                 |
| -- | ------------ | ------------ | -------------------- |
| 1. | Подполковник | Злати Костов | Първа световна война |
| 2. | Подполковник | Рашо Михнев  | Първа световна война |

## Наименования
През годините полкът носи различни имена според претърпените реорганизации:
- Втори пехотен полк от Одринската бригада (16 април 1913 – 2 юни 1913)
- Седемдесет и втори пехотен полк (2 юни 1913 – август 1913)
- Девети маршеви полк (11 септември 1915 – 1917)
- Седемдесет и втори пехотен полк (1917 – 1918, 18 септември 1942 – 20 май 1943)